# Estació de SIGINT de Lourdes
La instal·lació SIGINT (Signals Intelligence en anglès) de Lourdes, situada prop de l'Havana (Cuba), era la major instal·lació d'aquest tipus operada pels serveis d'intel·ligència estrangers fora de Rússia. Situada a menys de 150 km. de Cayo Hueso, la instal·lació cobria 73 km². La construcció va començar durant l'època soviètica al juliol de 1962 enmig de la Guerra Freda.
L'estació va tancar a l'agost de 2002. Totes les instal·lacions de l'estació van ser tancades, els edificis van ser abandonats i després reconstruïts per a convertir-se en la Universitat de Ciències Informàtiques.